# شون نورمان
شون نورمان (بالإنجليزية: Sean Norman)‏ (27 نوفمبر 1966 في المملكة المتحدة - ) هو لاعب كرة قدم نيوزلندي في مركز الوسط. شارك مع منتخب إنجلترا لكرة القدم C ‏. أما مع النوادي، فقد لعب مع كولتشستر يونايتد وويكمب وندررز وتشيرتسي تاون ‏ وتشيشام يونايتد ‏ ولوستوفت تاون ‏ وPapatoetoe AFC ‏ ونادي ويلدستون لكرة القدم.